# Wilhelm Neumann (Mediziner, 1877)
Wilhelm Neumann (* 19. Juni 1877 in Ullrichsthal, Nordböhmen; † 25. Dezember 1944 in Wien) war ein österreichischer Internist. Er leitete die Tuberkulose-Abteilung im Wiener Wilhelminenspital.

## Leben
Wilhelm Neumann studierte Medizin an der Universität Wien und wurde hier im Jahr 1903 zum Doktor der Medizin promoviert. Er arbeitete anschließend am Pathologisch-anatomischen Institut der Universität Wien bei Anton von Weichselbaum. Seine internistische Fachausbildung erhielt er bei Edmund von Neusser und Norbert Ortner an der Zweiten Medizinischen Universitätsklinik in Wien, wo er sich im Jahr 1912 habilitierte. Von Beginn des Ersten Weltkriegs bis zum Jahr 1917 war Neumann Regimentsarzt an der Ostfront. 1917 wurde er provisorischer Leiter des k. u. k. Reservelazaretts für Tuberkulose und 1920 Primarius des „Baracken–Tuberkuloselazaretts“ im Wiener Wilhelminenspital. Im Jahr 1924 wurde er Wiener Landessanitätsrat und 1927 schließlich Oberster Sanitätsrat. Von 1928 bis 1944 war er Chefarzt der neu errichteten dritten medizinischen Abteilung an diesem Krankenhaus. Neumann war verheiratet mit Pauline Braun. Im Jahr 1930 wurde er zum Hofrat ernannt. Sein Lebenswerk war die Bekämpfung und Erforschung der klinischen Tuberkulose.
Ein Schüler Neumanns war der österreichisch-südtiroler Arzt und Homöopath Christoph Hartung von Hartungen.

## Werke
- Anwendung der Immunitätsforschung auf die Klinik der Tuberkulose, Wiener klinische Wochenschrift, Jg. 62, 1912.
- Die Klinik der beginnenden Tuberkulose Erwachsener, Julius Springer Wien 1925.